# Atrochus tentaculatus
Atrochus tentaculatus är en hjuldjursart som beskrevs av Wierzejski 1893. Atrochus tentaculatus ingår i släktet Atrochus och familjen Atrochidae. Inga underarter finns listade i Catalogue of Life.